# Richview, Illinois
Richview là một làng thuộc quận Washington, tiểu bang Illinois, Hoa Kỳ. Năm 2010, dân số của làng này là 253 người.

## Dân số
Dân số qua các năm:
- Năm 2000: 308 người.
- Năm 2010: 253 người.